# Nilanga
Nilanga est une ville du district de Latur dans l'état du Maharashtra en Inde.
Sa population était de 36 172 habitants en 2011.